# Ludwigia polycarpa
Ludwigia polycarpa là một loài thực vật có hoa trong họ Anh thảo chiều. Loài này được Short & Peter mô tả khoa học đầu tiên năm 1835.

## Hình ảnh

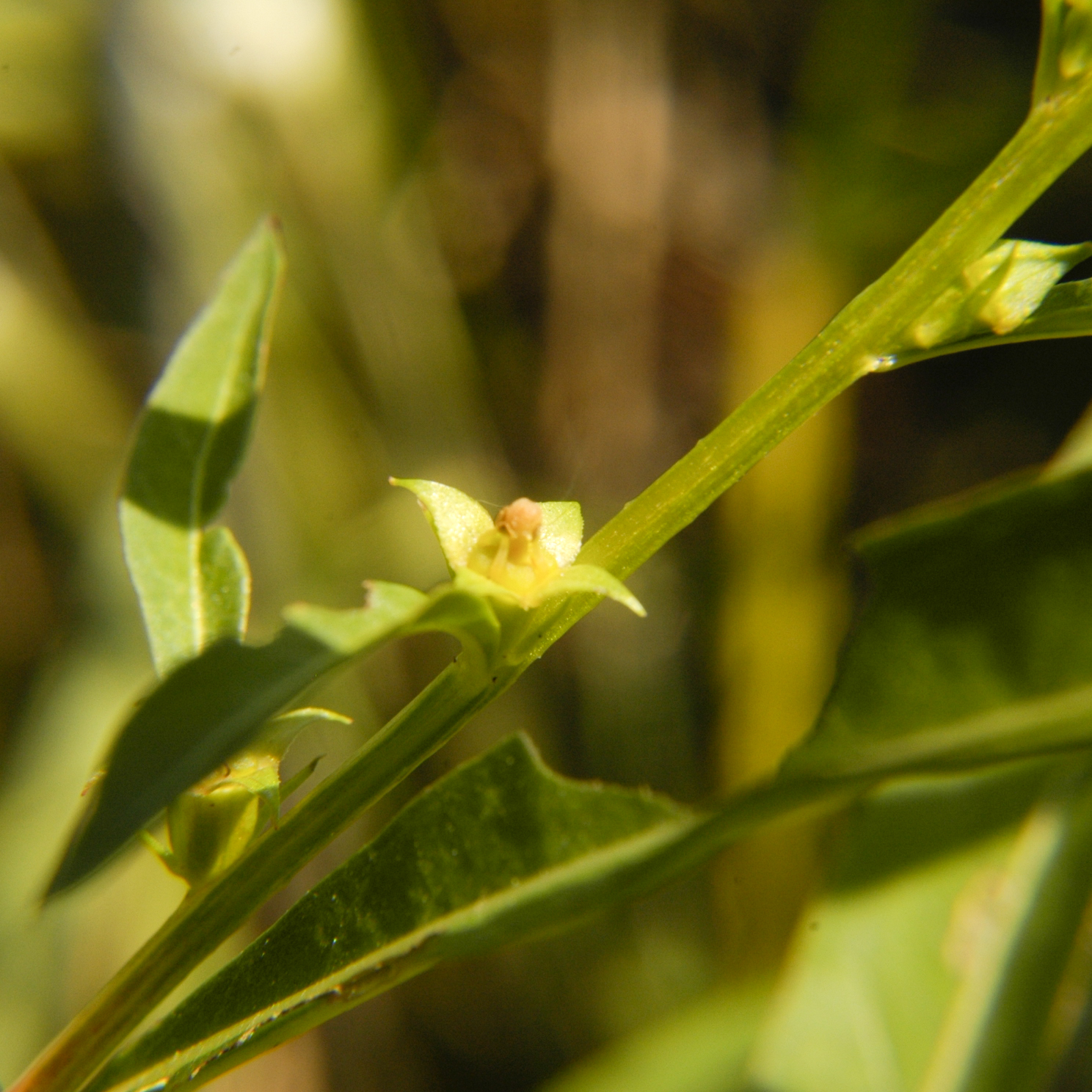